# Ariosoma selenops
Ariosoma selenops is een  straalvinnige vissensoort uit de familie van zeepalingen (Congridae). De wetenschappelijke naam van de soort is voor het eerst geldig gepubliceerd in 1934 door Reid.
De soort staat op de Rode Lijst van de IUCN als niet bedreigd, beoordelingsjaar 2009.